# Pinguicula caryophyllacea
Pinguicula caryophyllacea este o specie de plante carnivore din genul Pinguicula, familia Lentibulariaceae, ordinul Lamiales, descrisă de S. Jost Casper. Conform Catalogue of Life specia Pinguicula caryophyllacea nu are subspecii cunoscute.